# Seabra (kommun)
Seabra är en kommun i Brasilien.   Den ligger i delstaten Bahia, i den östra delen av landet, 800 km nordost om huvudstaden Brasília. Antalet invånare är 41 815.
Följande samhällen finns i Seabra:
- Seabra

I omgivningarna runt Seabra växer huvudsakligen savannskog. Runt Seabra är det glesbefolkat, med 15 invånare per kvadratkilometer.